# Federazione Coreana della Letteratura e delle Arti
La Federazione Coreana della Letteratura e delle Arti (FCLA; coreano: 조선 문학 예술 총동맹, abbreviato in 문예총, "Mun-ye-chong") è un'organizzazione di artisti in Corea del Nord. Venne fondata come Alleanza Nordcoreana delle Arti il 25 marzo 1946.
Fa parte del Fronte Democratico per la Riunificazione della Patria.